# Konstantin Uzunov

a Compétitions nationales et continentales officielles uniquement.

b Matchs officiels uniquement.
Dernière mise à jour le 05/08/2021.
Konstantin Ouzounov (en russe : Константин Узунов, né le 9 avril 1994, est un joueur russe de rugby à XV qui évolue au poste de demi de mêlée, et qui peut aussi jouer en tant qu'ailier. 

## Biographie
Natif de Krasnoïarsk, il débute le rugby au sein du club local, le Ienisseï-STM. Logiquement, il signe son premier contrat professionnel avec le club en 2015. 
Dès la saison suivante, il découvre l'équipe de Russie, lors d'un test match au Canada. Il sera de nouveau convoqué avec la sélection russe pour la Coupe des Nations de Hong Kong 2016 (en), alors qu'il remporte la même année son premier titre de champion de Russie. En 2017, il devient un joueur régulier de l'équipe Russe, disputant huit matchs. Mais il n'est appelé qu'à deux reprises en 2018, et ne sera pas sélectionné en 2019, manquant ainsi la coupe du monde. 
En club, il remporte de nouveaux titres en Russie, en 2017, 2018 et 2019. En 2020, il va finir retrouver la sélection nationale, à l'occasion d'un match face au Portugal.

## Carrière

### En club
- Depuis 2015 :  Ienisseï-STM

## Palmarès
- Championnat de Russie de rugby à XV 2016, 2017, 2018, 2019, 2021
- Coupe de Russie de rugby à XV 2016, 2017, 2020, 2021
- Coupe des Nations de Hong Kong 2016 (en), 2017 (en)
- Bouclier continental de rugby à XV 2016-2017, 2017-2018

## Statistiques

### En sélection
| Année | Compétition                              | Matchs | Points | Essais | Transf. | Drops | Pénal. |
| ----- | ---------------------------------------- | ------ | ------ | ------ | ------- | ----- | ------ |
| 2016  | Test                                     | 1      | -      | -      | -       | -     | -      |
| 2016  | Coupe des Nations de Hong Kong 2016 (en) | 3      | -      | -      | -       | -     | -      |
| 2017  | REC 2017                                 | 3      | -      | -      | -       | -     | -      |
| 2017  | Coupe des Nations 2017                   | 2      | -      | -      | -       | -     | -      |
| 2017  | Coupe des Nations de Hong Kong 2017 (en) | 3      | -      | -      | -       | -     | -      |
| 2018  | REC 2018                                 | 1      | -      | -      | -       | -     | -      |
| 2018  | Test                                     | 1      | -      | -      | -       | -     | -      |
| 2020  | REC 2020                                 | 2      | -      | -      | -       | -     | -      |
| 2021  | REC 2020                                 | 1      | -      | -      | -       | -     | -      |
| 2021  | REC 2021                                 | 3      | -      | -      | -       | -     | -      |
| Total | Total                                    | 20     | -      | -      | -       | -     | -      |